# Kyllingemoderen
Kyllingemoderen er en forsamlingsbygning i Almindingen på Bornholm.
Da mange møder i Almindingen var gået i vasken på grund af regn, fandt hotelejer Johs. Lyngby på at opføre en stor pavillon nord for Christianshøjkroen i 1929. Forsamlingshuset blev på 22 gange 30 meter. Navnet Kyllingemoderen fik den hurtigt i folkemunde, da den ligner den store bliktragt man sænkede ned over kyllingerne i stalden for at de skulle kunne holde varmen.
55°7′18.339″N 14°54′23.292″Ø / 55.12176083°N 14.90647000°Ø

## Eksterne kilder og henvisninger
- Kyllingemoderen Arkiveret 1. september 2006 hos  Wayback Machine, thebullets.dk

|  | Denne artikel om en bygning eller et bygningsværk kan blive bedre, hvis der indsættes et (bedre) billede. Du kan hjælpe ved at afsøge Wikimedia Commons for et passende billede eller lægge et op på Wikimedia Commons med en af de tilladte licenser og indsætte det i artiklen. |